# Silberbaum (Chemie)
Ein Silberbaum (Baum der Diana, Dianenbaum, lateinisch Arbor Dianae, oder Philosophenbaum, lat. arbor philosophica) besteht aus baumartig aneinandergereihten Kristallen aus Silber oder Silberamalgam. Er entsteht, wenn Silber durch Reduktion aus einer Silbersalzlösung abgeschieden wird. Vor allem die mit Quecksilber aus Silbernitratlösung entstehenden quecksilberhaltigen Bäumchen nannte man nach einer alchemistischen Bezeichnung für das Silber, Diana, auch Baum der Diana, lateinisch Arbor Dianae. Baumartige Strukturen nennt man auch dendritisch, und ähnliche Metallbäume können auch mit anderen Metallen erhalten werden. Manchmal entstehen auf den Ästen auch kugelförmige Niederschläge, die als „Früchte des Baumes“ interpretiert wurden.
Aufgrund der Ähnlichkeit mit dem Pflanzenwachstum galt der Silberbaum im 18. Jahrhundert als „eine der sehens- und untersuchungswürdigsten Erscheinungen der Chymie“, die chemische Philosophen – einschließlich Isaac Newton – als Beleg für eine Art Leben im Mineralienreich deuteten.

## Historisches

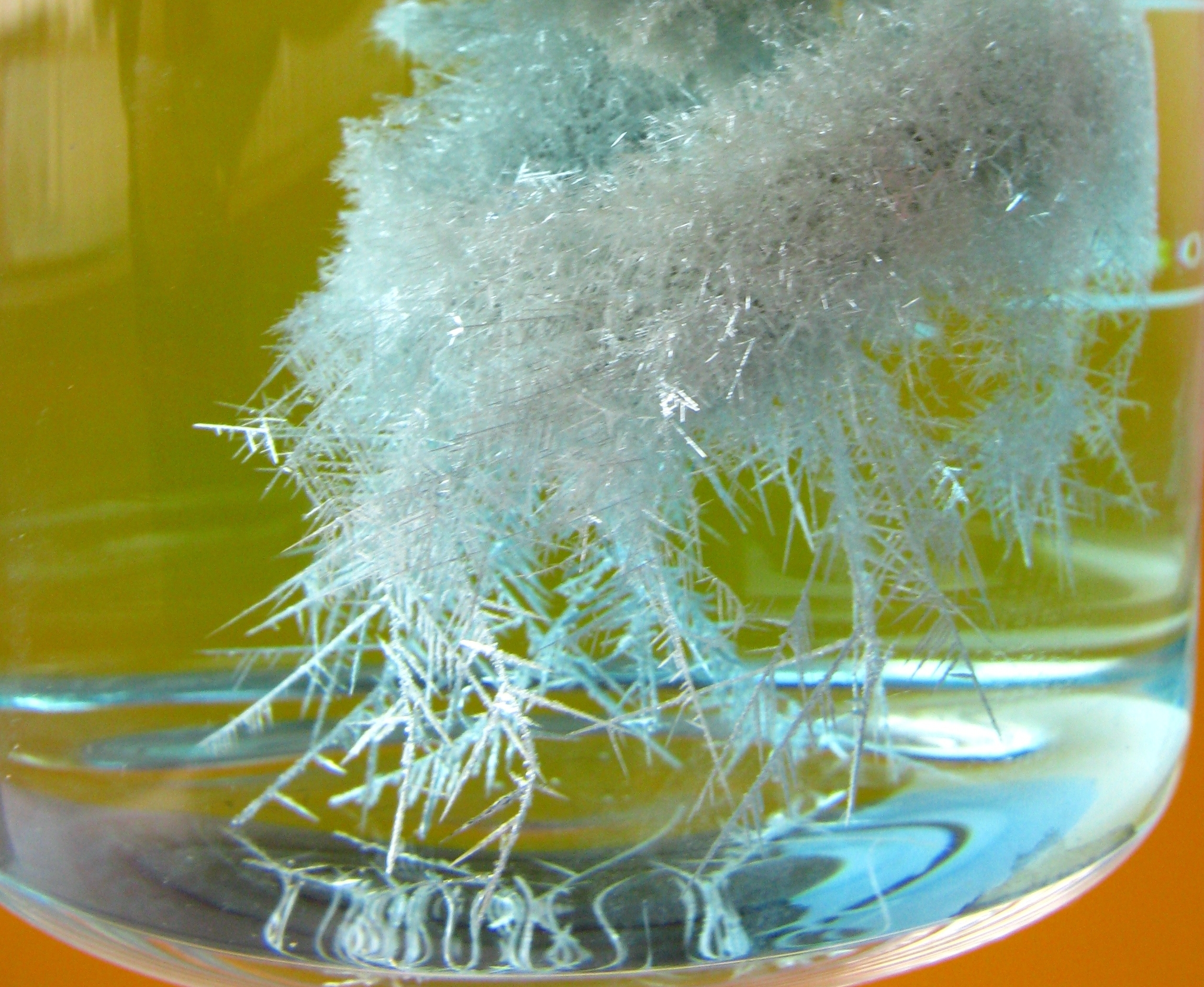
Silberbäumchen, die auf einer Kupferwendel gewachsen sind, die in 0,1 M Silbernitratlösung getaucht wurde. Aufnahme nach zwei Stunden Reaktionszeit.

Ausschnitt aus einem Bild mit Silberbäumchen auf einer Kupferwendel. Das Bild wurde gedreht, so dass das nach unten gewachsene Bäumchen nach oben zeigt.

Die Entdeckungsgeschichte des Arbor Dianae ist nicht genau bekannt. Die erste wissenschaftliche Belegstelle stammt aus dem späten 16. Jahrhundert von dem italienischen Gelehrten Giambattista della Porta.
Zu weiteren bekannten Beschreibungen, wie man Silberbäumchen herstellen kann, gehören die, die der Naturforscher Wilhelm Homberg 1692 der königlichen Akademie der Wissenschaften in Paris mitteilte, und die des französischen Chemikers Nicolas Lémery in seinem ab 1675 erschienenen Lehrbuch, das ab 1698 unter dem Titel „Der vollkommene Chymist“ auch auf Deutsch erschien.
Wilhelm Homberg stellte 1710 sein Verfahren folgendermaßen dar:

„Man mache ein kaltes Amalgama aus vier Quentchen Silberfeile oder Silberblättchen, und zwey Quentchen Quecksilber, löse dieses Amalgama in einer genugsamen Menge (etwa 4 Unzen) reinem und mäßig starken Salpetergeist auf, verdünne die Auflösung ohngefähr mit 1 ½ Pfund destillirtem Wasser, schüttle die Mischung, und hebe sie in einer zugestopften gläsernen Flasche auf. Wenn man sich dieser Bereitung bedienen will, so nimmt man eine Unze davon, gießt sie in eine Phiole, setzt einer Erbse groß Gold- oder Silberamalgama, das so weich wie Butter ist, dazu, und läst das Gefäß ruhig stehen. Man sieht fast sogleich aus dem Amalgama Fäden hervorkommen, welche sich geschwind vergrößern, nach allen Seiten Zweige aussenden und die Gestalt kleiner Sträuche annehmen.“

Die Hombergsche Herstellungsmethode wurde von Joseph Louis Proust heftig kritisiert:

„Homberg und Beaumé mit ihren Kugeln von Amalgam und ihren Auflösungen, verwickelten nur die Sache und verleideten sie denen, die ohne so viele Umstände sich mit einer der angenehmsten Erscheinungen der Experimentalchemie vergnügen wollten.“

Proust bezieht sich wohl vor allem auf die zusätzlichen Schritte zur Herstellung des Silberamalgams, für das Silberstücke zuerst durch Feilen zerkleinert wurden; aus heutiger Sicht ist auch die Interpretation der chemischen Vorgänge schwieriger, wenn man nicht von Reinstoffen ausgeht.
Lémery beschrieb sein Verfahren so:

„§ 2. Nehmet eine Untze Silber / lasset sie in 2. oder 3. Untzen Spiritus Nitri auflösen / bringet die Dissolution zur evaporation in ein Sand-Feuer / lasset sie drinnen stehen / biss ohngefähr die Helffte Feuchtigkeit auffgezehret worden / was übrig bleibt / thut in einen Matras, darein ihr 20. Untzen gemein klar Wasser gethan / thut 10 Untzen Quecksilber drunter / setzet den Matras in einen kleinen Stroh-Korb / und lasset ihn 40. Tage ungestöret stehen / so werdet ihr sehen / wie sich solcher Zeit eine Art eines Baumes mit Zweigen und kleinen Kugeln / die an deren Ende die Früchte vorstellen sollen / bilden wird.
§3. Diese Operation hat keinen Nutzen in der Arzeney-Kunst / ich habe sein nur den Liebhabern allerhand Künste zu gefallen beschrieben.“

Aufgrund der längeren Wartezeit gilt diese Methode als „außerordentlich zeitaufwendig“ (exceedingly time-consuming).
Der französische Forscher Charles Marie de La Condamine veröffentlichte ab 1731, dass Silberbäumchen auch ohne Quecksilber aus den Silberlösungen erhalten werden können, indem man andere Metalle einsetzt, wie Eisen, Kupfer, Zink, Blei, Zinn oder Bismut, aber auch Messing oder das Halbmetall Antimon können dazu verwendet werden.

## Moderne Demonstration
Während für die früheren Experimente oft Quecksilber verwendet wurde, demonstriert man heute die Bildung von Silberbäumchen am einfachsten durch Reduktion mit Kupfer. Dabei nimmt die Lösung im Laufe des Experiments zunehmend die schwachblaue Färbung von Kupfersalzlösungen an. Ein Ausschnitt eines so erhaltenen Silberaufwuchses ist im Bild gezeigt.
Bei dieser Redoxreaktion wird ein Teil des Kupfers oxidiert und geht in Lösung, Silber wird reduziert:
{\displaystyle \mathrm {Cu\ +\ 2\;Ag^{+}\ \longrightarrow \ 2\;Ag\downarrow \ +\ Cu_{aq}^{2+}} }.
Silberbäumchen können auch durch elektrolytische Zersetzung von Silbernitrat gezüchtet werden.

## Form der Bäumchen
Die Form der Bäumchen entsteht durch Anlagerung von Silber, das sich in Form von Silberionen durch die Lösung bewegt. Da diese Diffusion eine Zufallskomponente hat, ist die Form der Bäume – erst recht natürlich wenn Verunreinigungen oder asymmetrische Randbedingungen eine Rolle spielen – nicht streng symmetrisch und die Verzweigungen erscheinen nicht streng periodisch, was den „natürlichen“ Eindruck der Bäume erhöht. Die Beschreibung des Wachstumsmechanismus kann mit dem Modell des diffusionsbegrenzten Wachstums erfolgen, bei dem fraktale Strukturen entstehen. Dementsprechend kann auch eine Selbstähnlichkeit auftreten, wenn man die Bäumchen mit verschiedenen Vergrößerungen betrachtet.

## Dendritisches Silber in der Forschung
Dendritisches Silber besitzt im Vergleich zu massivem Silber eine viel größere relative Oberfläche. Da für manche Anwendungen, beispielsweise in der Katalyse, große Oberflächen sehr nützlich sein können, wurde in den letzten Jahren intensiv an der Herstellung von dendritischem Silber und an verschiedenen Einsatzmöglichkeiten dafür geforscht.